# Ольга Шевцова
Ольга Шевцова (до шлюбу Іванова; латис. Olga Ševcova / Ivanova; нар. 7 червня 1992, Рига, Латвія) — латвійська футболістка та тренерка. Нападниця ісландського клубу ІБВ та жіночої збірної Латвії. 5 разів визнавалася Футболісткою року в Латвії. Виступала на батьківщині, а також в Литві, Естонії та Ісландії.

## Клубна кар'єра
Першим клубом Шевцової був «Сконто», де вона виступала в молодіжних командах хлопців під керівництвом тренера-ветерана Володимира Беляєва. У 2004 році приєдналася до футбольної школи «Шитика», а потім перейшла до «Сконто / Цериба-46 вск.», де виступала з 2007 по 2009 рік.
Після переїзду за кордон Шевцова приєдналася до чемпіона литовської А-Ліги «Гінтра Універсітетас» (Шяуляй) та брала участь у кваліфікаційному раунді Ліги чемпіонів УЄФА 2009/10. З 2010 по 2014 рік провела п'ять сезонів, виступаючи за «Пярну» в жіночому чемпіонаті Естонії.
У 2011 році вперше визнана футболістом року Латвії після п'яти голів у 18 матчах чемпіонату Естонії за «Пярну» та одного проти «Пімаунт Юнайтед» у програному поєдинку кваліфікаційного раунду Ліги чемпіонів УЄФА 2011/12. У 2013 році вдруге отримала нагороду «Латвійська футболістка року».
У сезоні 2015 року вона не грала, оскільки була вагітна. У 2016 році, після народження дитини, повернулася до Латвійської жіночої ліги, у РФШ. Після того, як у 2017 році допомогла РФШ оформити золотий «дубль», Шевцова втретє була визнана футболістом року Латвії. Завдяки гарній формі зберегла вище вказану нагороду у 2018 та 2019 роках. У 2019 році стала однією з кількох гравців, які покинули одного з грандів латвійського жіночого футболу РФШ та перейшла у новостворене «Динамо» (Рига), яке потім здобуло титул чемпіонки Латвійської жіночої ліги.
У січні 2020 року Шевцова разом зі своїми співвітчизницями Елізою Спрунтуле та Карліною Міксоне перейшла до ісландського клубу ІБВ. Після багатообіцяючого сезону 2020 року, в якому забила три м'ячі в 16 матчах, погодила новий однорічний контракт з ІБВ. У 2021 році визнана гравчинею року за версією ІБВ після того, як відзначилася 6-ма голами у 16 матчах. У грудні 2021 року знову продовжила контракт з вищевказаним клубом.

## Кар'єра тренерки
Виступала за жіночу збірну Латвії з футболу. Дебютувала 3 березня 2011 року в програному (0:2) матчі кваліфікаційного раунду чемпіонату Європи 2013 року проти Люксембурга в Струмиці. Виступала за команду у кваліфікації чемпіонату світу 2019 року.
3 вересня 2019 року стала першою гравчинею жіночої збірної Латвії, яка відзначилася голом у матчі проти Швеції або будь-якої національної збірної, яка входить до топ-10 найкращих рейтингів у відбірковому матчі чемпіонату Європи 2022 року. На той час Латвія займала 93 місце за версією ФІФА і 43 місце за УЄФА (п'яте місце з нижньої частини сере усіх учасників), на відміну від шостого місця Швеції.
Іноді Шевцова була недоступна для матчів національної збірної через те, що Федерація футболу Латвії (ЛФФ) описала як «ģimenes apstākļu» (сімейні обставини), у тому числі у матчі-відповіді зі Швецією. З вище вказаної причини була однією з кількох гравців національної збірної, які не змогли взяти участь у матчі кваліфікації жіночого чемпіонату світу з футболу у листопаді 2021 року проти Англії, в якому виснажена команда Латвії зазнала рекордної поразки з рахунком 0:20.

## Статистика виступів

### У збірній (по матчах)
| Національна збірна | Рік     | Матчі | Голи |
| ------------------ | ------- | ----- | ---- |
| Латвія             |         |       |      |
| 2011               | 1       | 0     |      |
| 2012               | —       | —     |      |
| 2013               | 3       | 0     |      |
| 2014               | —       | —     |      |
| 2015               | —       | —     |      |
| 2016               | 3       | 0     |      |
| 2017               | 9       | 3     |      |
| 2018               | 8       | 1     |      |
| 2019               | 8       | 2     |      |
| 2020               | 2       | 0     |      |
| 2021               | 6       | 1     |      |
| Загалом            | Загалом | 40    | 7    |

Станом на 26 жовтня 2021

### Забиті м'ячі
Scores and results list Latvia's goal tally first, score column indicates score after each Ševcova goal.
| № | Дата            | Місце                                        | Суперник           | Рахунок | Результат | Змагання                                |
| - | --------------- | -------------------------------------------- | ------------------ | ------- | --------- | --------------------------------------- |
| 1 | 11 березня 2017 | Циріон, Лімасол, Кіпр                        | Мальта             | 1–0     | 1–0       | Кубок Афродіти 2017                     |
| 2 | 6 квітня 2017   | Стадіон імені Михайла Месхі, Тбілісі, Грузія | Естонія            | 4–0     | 4–0       | кваліфікація чемпіонату світу 2019      |
| 3 | 8 травня 2017   | Савівальдібе, Шяуляй, Литва                  | Естонія            | 3–0     | 3–0       | Балтійський кубок 2017                  |
| 4 | 1 вересня 2018  | ТНТК, Таллінн, Естонія                       | Литва              | 3–0     | 4–0       | Балтійський кубок 2018                  |
| 5 | 16 червня 2019  | Яна Скрдела, Рига, Латвія                    | Литва              | 2–0     | 2–0       | Балтійський кубок 2019                  |
| 6 | 3 вересня 2019  | Даугава, Лієпая, Латвія                      | Швеція             | 1–0     | 1–4       | кваліфікація чемпіонату Європи 2022     |
| 7 | 21 October 2021 | Даугава, Лієпая, Латвія                      | Північна Македонія | 1–2     | 1–4       | кваліфікація чемпіонату світу 2023 року |

## Стиль гри
Ольга Шевцова, яка комфортно почуває себе в атаці, здатна грати на більшості атакувальних позицій на полі.

## Досягнення

### Клубні
«Сконто/Цериба»
- Чемпіонат Латвії
  -  Чемпіон (2): 2008, 2009

«Гінтра Універсітетас»
- Чемпіонат Литви
  -  Чемпіон (1): 2009

- Кубок Литви
  -  Володар (1): 2009

«Пярну»
- Чемпіонат Естонії
  -  Чемпіон (5): 2010, 2011, 2012, 2013, 2014

- Кубок Естонії
  -  Володар (4): 2010, 2011, 2012, 2014

РФШ
- Чемпіонат Латвії
  -  Чемпіон (3): 2016, 2017, 2018

- Кубок Латвії
  -  Володар (3): 2016, 2017, 2018

«Динамо» (Рига)
- Чемпіонат Латвії
  -  Чемпіон (1): 2019

### У збірній
Латвія
- Балтійський кубок
  -  Володар (3): 2017, 2018, 2019

- Кубок Афродіти
  -  Володар (1): 2017

### Індивідуальні
- Футболіст року в Латвії (5): 2011, 2013, 2017, 2018, 2019[3][9]